# Mydaea corni
Mydaea corni é uma espécie de mosca da família Muscidae. Suas larvas parasitam cogumelos dos gêneros Russula e Lactarius.